# Indicateur de capacité relationnelle
 (mars 2023).
Si vous disposez d'ouvrages ou d'articles de référence ou si vous connaissez des sites web de qualité traitant du thème abordé ici, merci de compléter l'article en donnant les références utiles à sa vérifiabilité et en les liant à la section « Notes et références ».
Le RCI, ou Indicateur de capacité relationnelle, est une mesure de la qualité du lien social au sein d'un groupe. 
Cette mesure s'apprécie selon trois dimensions : intégration dans les réseaux, relations privées, engagement civique.